# 雙角鮟鱇科
雙角鮟鱇科是輻鰭魚綱鮟鱇目的其中一科。

## 分類
雙角鮟鱇科下分4個屬，如下：
- 蟾蜍角鮟鱇屬(Bufoceratias)
  - 邵氏蟾蜍角鮟鱇(Bufoceratias shaoi)：又稱邵氏深海鮟鱇。
  - 蟾蜍角鮟鱇(Bufoceratias thele)：又稱深海鮟鱇。
  - 韋氏蟾蜍角鮟鱇(Bufoceratias wedli)
- 雙角鮟鱇屬(Diceratias)
  - 細瓣雙角鮟鱇(Diceratias bispinosus)
  - 派爾雙角鮟鱇(Diceratias pileatus)
  - 三葉雙角鮟鱇(Diceratias trilobus)